# دیوید کرچ
دیوید کرچ (انگلیسی: David Krech) زاده ۲۷ مارس ۱۹۰۹م، در لیتوانی و مرگ به تاریخ ۱۴ ژوئیه ۱۹۷۷م، در سن ۶۸ سالگی در برکلی، کالیفرنیا، یک پژوهشگر، نویسنده و روان‌شناس آمریکایی یهودی‌تبار بود.

## پیشینه
دیوید کرچ به عنوان دومین فرزند جوان یک خانواده یهودی با ۹ فرزند در لیتوانی به دنیا آمد. یکی از این فرزندان در همان دوران کودکی از دنیا رفت. نام دیوید کرچ در زمان تولد یتژوک-ایزیک کرچفسکی بود، اما نام وی پس از مهاجرت به ایالات متحده آمریکا در سال ۱۹۱۳م، برای بار اول تغییر داده شد. بعدها پس از ازدواج در سال ۱۹۴۳م، وی نام خود را به دیوید کرچ، تغییر داد. گفته شده که این تغییر نام، به این علت بود که وی مایل نبود که به پسر آینده اش برچسب یک نام یهودی خورده و او را از پیشرفت بازدارد.
کرچ در چند آزمایشگاه وابسته به دانشگاه های مختلف، روی ارتباط شیمی مغز موشها و رفتار، به پژوهش پرداخت و شواهدی را نیز مبنی بر وجود مراکز تخصصی در مغز ارائه داد. بعدها علاقه کرچ، متوجه روان‌شناسی اجتماعی شد و در سال ۱۹۴۸م، همراه با ریچارد کراچفیلد، کتابی را با عنوان: «نظریات و مسائل روان‌شناسی اجتماعی»  منتشر کرد. دیوید کرچ، سخنرانی برجسته بود و در چندین دانشگاه پیرامون موضوع روان‌شناسی تجربی و اجتماعی بارها سخنرانی کرد.
 دیوید کرچ بر اساس تخصصش در روان‌شناسی اجتماعی، به عنوان کارشناس علمی، توسط تورگود مارشال برگزیده شد تا در دادگاهی در ارتباط با قانون جدا اما برابر، اظهار نظر کند. این اولین پرونده دادگاه فدرال بود که به یک روان‌شناس اجتماعی اجازه می‌داد تا شهادت کارشناسی ارائه دهد.
کرچ صاحب فرزندی به نام ریچارد شد و در سال ۶۸ سالگی در سال ۱۹۷۷م، در منزل خود در گذشت.

## یادداشت
1. ↑  جدا اما برابر (انگلیسی: Separate but equal) یک دکترین حقوقی در قانون اساسی ایالات متحده بود که ادعا داشت، جدایی نژادی لزوماً به معنی نابرابری نیست و به همین دلیل ناقض قانون اساسی آمریکا محسوب نمی‌شود.